# Revolucionnários
Revolucionnários foi uma banda brasileira que ficou em atividade de 2005 até 2008. Ficou conhecida por ser a banda que o baixista Champignon, logo ao sair do Charlie Brown Jr, formou. A banda foi composta ainda por Nando Martins (guitarra), Fábio Kvêra (guitarra), Diego Righi (percussão) e Pablo Silva (bateria). Nesta nova fase, Champignon assumiu também os vocais. As letras das músicas traziam mensagens conceituais e coisas vividas no cotidiano de uma sociedade carente, romântica, violenta e implacável.
Sobre o nome da banda, Champignon disse "não se tratar de uma revolução política, de guerrilha. Tem a ver com a revolução que estamos fazendo em nossas vidas com essa nova banda, como a que fiz com a minha vida". O "n" dobrado do nome veio em função de um mapa numerológico feito pela mãe de uma amiga do baixista.

## Biografia
| “ | "Esse novo trabalho reflete o que eu não podia fazer dentro do Charlie Brown Jr., e que agora vou colocar para fora. Eu sempre me senti limitado no CBJr. Eu podia ir até um certo ponto, não além dele. Isso acontecia por uma série de imposições do Chorão. Ele é um cara difícil de trabalhar, não dá espaço. Agora eu vou fazer o que realmente quero." | ” |

Pablo Silva, baterista da banda, já havia tocado com Champignon na noite há uns 10 anos. Nando Martins, guitarrista da banda morava no mesmo prédio que Champignon. Após conversarem no elevador, Champignon ouviu o cara tocar, e o colocou na banda. O percussionista (Diego Righi) entrou na banda por ser amigo do Nando Martins. André Fonseca foi o primeiro guitarrista da banda mas, devido aos trampos do cara, ele acabou se desligando da banda. Assim, quem assumiu a guitarra da banda foi Fábio Kvêra.
Setembro de 2006 marcou o lançamento do único álbum da banda: Retratos da Humanidade. No final deste mesmo ano eles participaram, ao lado de Dado Villa-Lobos, do programa Farofa MTV. E em dezembro do programa "Covernation Verão", apresentado por Marcos Mion na MTV Brasil.
Em janeiro de 2007 eles foram uma das atrações do festival Humaitá pra Peixe.

### Retratos da Humanidade
O único álbum da banda, Retratos da Humanidade, traz 14 faixas. Lançado em setembro de 2006 pelo selo Champirado Records com distribuição da gravadora Universal Music, o trabalho foi produzido por Tadeu Patolla (Charlie Brown Jr., Biquini Cavadão, Sideral, Berimbrown, Patrícia Coelho e Deborah Blando) no Patolla Áudio. A masterização ficou por conta de Rodrigo Castanho, responsável pela descoberta do grupo O Surto e de produções de vários artistas como Tihuana, CPM 22, Planta e Raiz e Supla. Deste trabalho, a banda chegou a gravar dois videoclipes, para as músicas "Revolucionnários" e "Como Num Sonho Perfeito". Este último conta com a participação da atriz Karina Bacchi e presta homenagem a uma banda Os Mutantes.
Por conta desse trabalho, Champignon ganhou o Prêmio Multishow de Música Brasileira 2007 como melhor instrumentista do ano. Ao subir no palco para receber o prêmio, Champignon fez a seguinte declaração:
| “ | “Depois de muito tempo fora do Charlie Brown Jr., longe da mídia, venho batalhando no meu trabalho. Acho que estou no caminho certo, esse é o meu segundo prêmio como melhor instrumentista. Aí, mané, vai ter que me engolir de novo!” | ” |

### Fim da banda
Em 2008 a banda chegou ao fim. Em entrevista dada em 2013, o empresário da banda, Panchorra, disse que o Revolucionnarios durou pouco tempo, apesar de muito investimento, pois a banda não fazia grandes shows e não dava muitos lucros. Ainda de acordo com ele, a situação financeira de Champignon mudou radicalmente depois da saída do Charlie Brown Jr., o que levou a tomar decisões precipitadas. "Eu participei das gravações e percebi que um dos grandes problemas dele era ser ansioso. Ele queria que as coisas dessem certo de forma rápida. Ele não tinha paciência de esperar o sucesso, e acabava investindo muito dinheiro sem pensar. Ele não tinha a consciência de que dificilmente outra banda ia chegar no patamar do Charlie Brown, isso pode ter frustrado o Champignon".

## Discografia
- 2006 - Retratos da Humanidade

## Prêmios e honrarias
- Em 2016, a banda recebeu menção honrosa na lista do site Blog n' Roll das 100 Maiores Bandas da Baixada Santista.[17]